# Летичівська (пам'ятка природи)
Лети́чівська (Лети́чівський парк) — ботанічна пам'ятка природи місцевого значення в Україні. Об'єкт природно-заповідного фонду Хмельницької області. 
Розташований у межах Летичівського району Хмельницької області, в смт Летичів (у центрі селища). 
Площа 1,3 га. Статус надано згідно з рішенням 4 сесії обласної ради від 16 грудня 1998 року № 13, змінено категорію на ботанічну пам'ятку природи рішенням 11 сесії обласної ради від 30.03.2003 року № 22-11/2004. Перебуває у віданні Летичівської селищної ради. 
Статус надано для збереження центрального парку смт Летичів. Зростають типові для Поділля породи дерев і кущів. 